# Henri de Vries

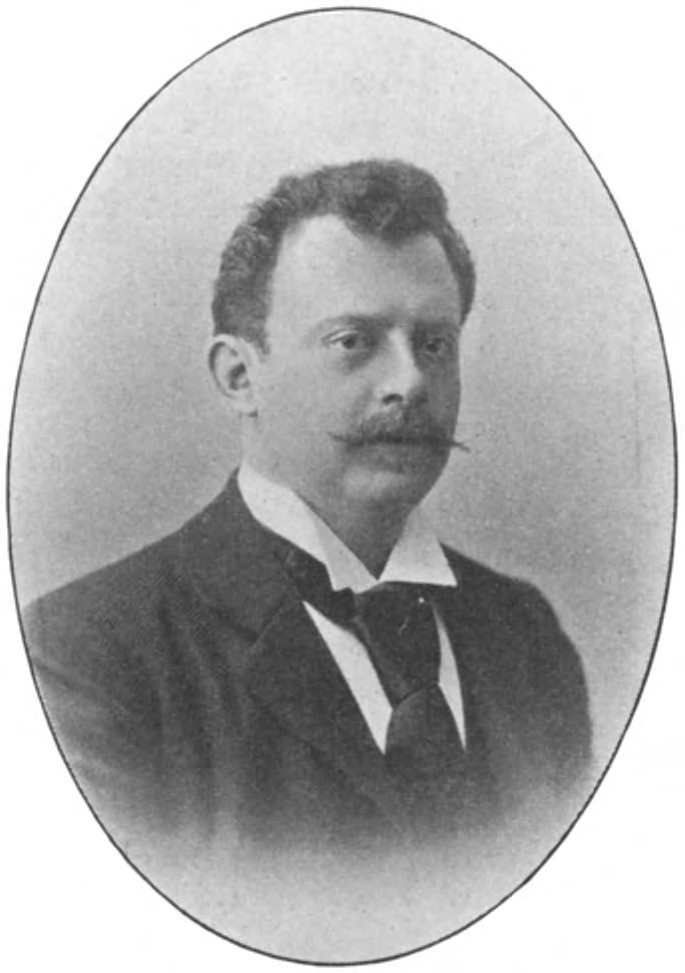
Henri de Vries ca. 1899

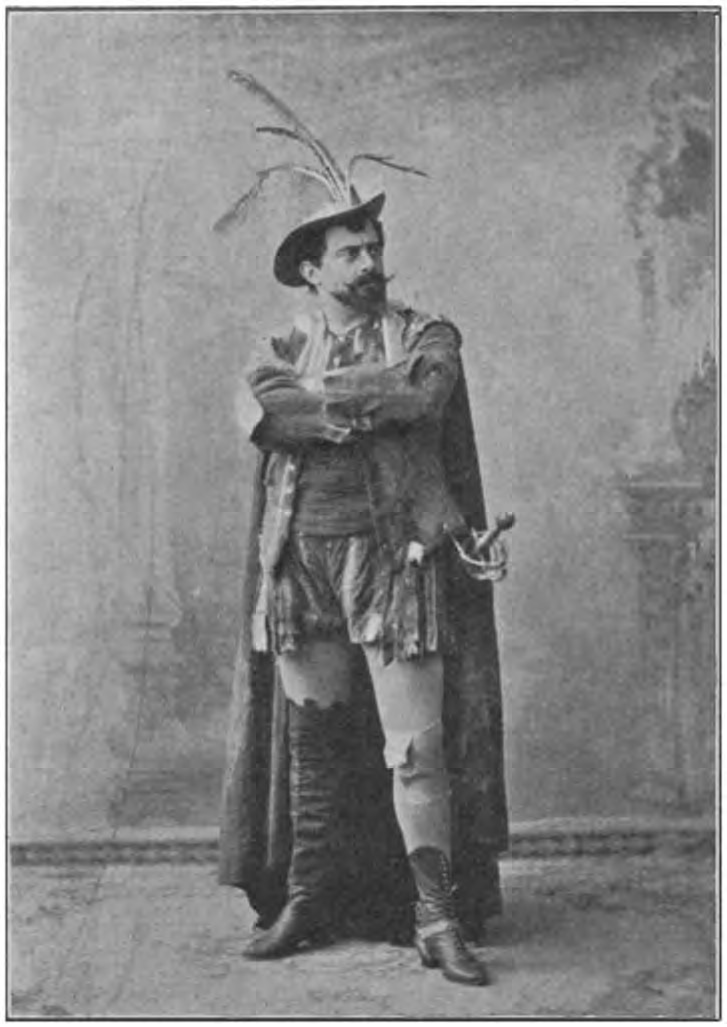
De Vries no palco como Petruchio Shakespear The Taming of the Shrew ca. 1899

Henri de Vries (Roterdã, 8 de agosto de 1864 – Amsterdã, 31 de janeiro de 1949), nasceu Hendricus Petrus Lodewicus van Walterop, foi um ator neerlandês da era do cinema mudo.

## Filmografia selecionada
- Cleopatra (1917)
- The Woman Who Obeyed (1923)
- Die Brüder Schellenberg (1926)
- Dürfen wir schweigen? (1926)
- Die Vorbestraften (1927)
- The Celestial City (1929)
- Murder at Covent Garden (1932)
- The Scarab Murder Case (1936)
- Strange Experiment (1937)
- Wilton's Zoo (1939)